# New Straitsville
New Straitsville és una població dels Estats Units a l'estat d'Ohio. Segons el cens del 2000 tenia 774 habitants.

## Demografia
Segons el cens del 2000, New Straitsville tenia 774 habitants, 312 habitatges, i 210 famílies. La densitat de població era de 228,1 habitants per km².
Dels 312 habitatges en un 30,4% hi vivien nens de menys de 18 anys, en un 49% hi vivien parelles casades, en un 13,1% dones solteres, i en un 32,4% no eren unitats familiars. En el 27,6% dels habitatges hi vivien persones soles el 13,1% de les quals corresponia a persones de 65 anys o més que vivien soles. El nombre mitjà de persones vivint en cada habitatge era de 2,48 i el nombre mitjà de persones que vivien en cada família era de 3.
Per edats la població es repartia de la següent manera: un 26,5% tenia menys de 18 anys, un 9,3% entre 18 i 24, un 27,4% entre 25 i 44, un 22,1% de 45 a 60 i un 14,7% 65 anys o més.
L'edat mediana era de 37 anys. Per cada 100 dones de 18 o més anys hi havia 92,9 homes.
La renda mediana per habitatge era de 27.557 $ i la renda mediana per família de 31.827 $. Els homes tenien una renda mediana de 30.227 $ mentre que les dones 19.750 $. La renda per capita de la població era de 15.333 $. Aproximadament el 13,8% de les famílies i el 16,6% de la població estaven per davall del llindar de pobresa.

## Poblacions més properes
El següent diagrama mostra les poblacions més properes.